# Международный союз автомобильного транспорта

Международный союз автомобильного транспорта(англ. The International Road Transport Union (IRU)) — международная организация, объединяющая интересы национальных автотранспортных союзов и организаций, основана в Женеве 23 марта 1948 года.
Членами IRU являются 180 национальных союзов и ассоциаций в области транспортных перевозок различными видами автотранспортных средств: грузовиков, автобусов, такси и др. Девизом IRU является слоган: «Единство действий во имя лучшего будущего» (англ. "Working together for a better future").
Главная миссия IRU состоит в развитии автомобильного транспорта, оказывая помощь в повышении качества услуг, предлагаемых с помощью автотранспортных средств.

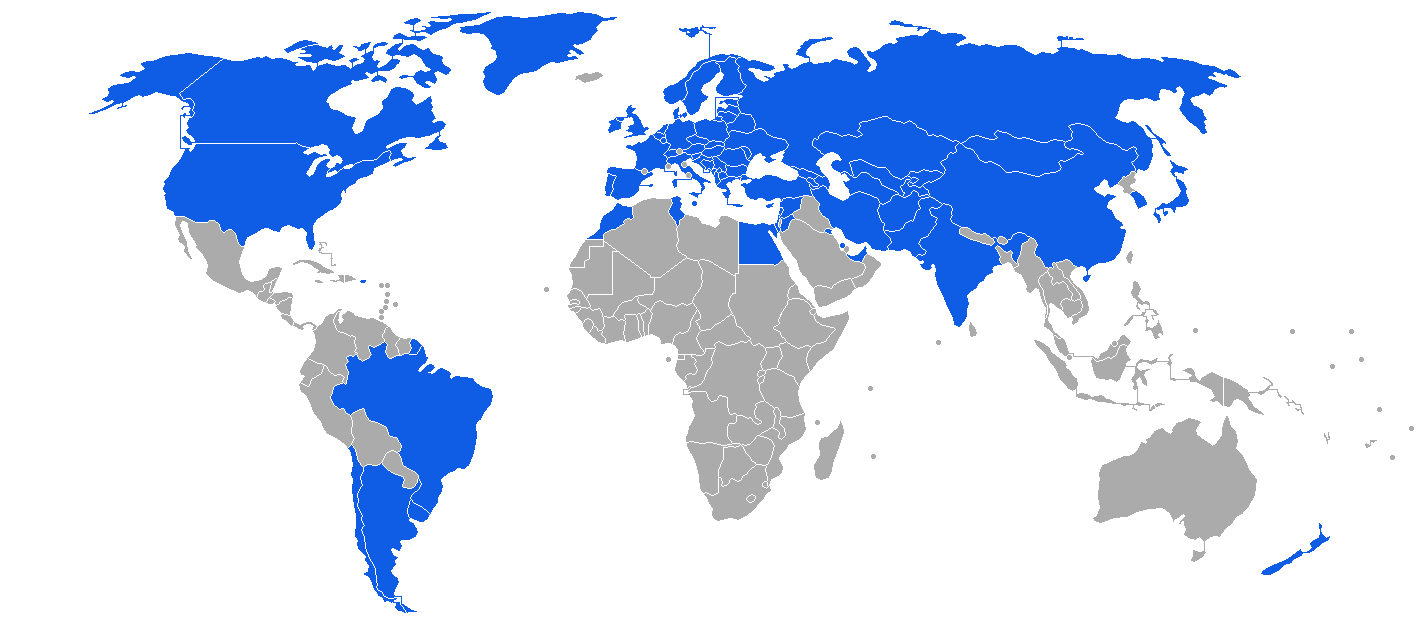
Карта мира, отражающая представительство стран-участниц IRU

У союза есть учебное подразделение — Академия IRU, в которой проходят повышение квалификации работники отрасли в соответствующих секторах автотранспорта. Данный международный союз в качестве своих задач рассматривает также представление интересов автотранспортной отрасли в отношениях с властями, общественными организациями, средствами массовой информации. IRU также способствует гармонизации отношений между автотранспортом и другими видами транспорта.
Одной из практических задач, решаемых IRU, является предоставление международных гарантий в рамках Таможенной конвенции международной дорожной перевозки (w:en:TIR Treaty).

## Примечание
1. ↑  Сайт Академии IRU. Дата обращения: 15 июля 2009. Архивировано из оригинала 13 августа 2010 года.